# 알바노 비사리
알바노 벤하민 비사리(스페인어: Albano Benjamín Bizzarri, 1977년 11월 9일 ~ )는 아르헨티나의 전 축구 선수이다.

## 국가대표팀 경력
비사리는 아르헨티나 축구 국가대표팀의 경기에 출전한적은 없지만, 1999년 코파 아메리카의 대표팀 출전 명단에는 포함되었다.

## 수상
레알 마드리드
- UEFA 챔피언스 리그: 1999–2000

라치오
- 코파 이탈리아: 2012–13